# Pteroplatidius octocostatus
Pteroplatidius octocostatus là một loài bọ cánh cứng trong họ Cerambycidae.